# Filips Hurepel
Filips Hurepel (Frans: Philippe Hurepel; ca. 1200 - januari 1234) was een prins uit het Franse koningshuis Capet en jongere zoon van koning Filips II Augustus uit diens derde, bigamisch huwelijk met Agnes van Meranië. Zijn bijnaam verwijst naar zijn beharing, hetzij op zijn gelaat hetzij op zijn hoofd.

## Leven

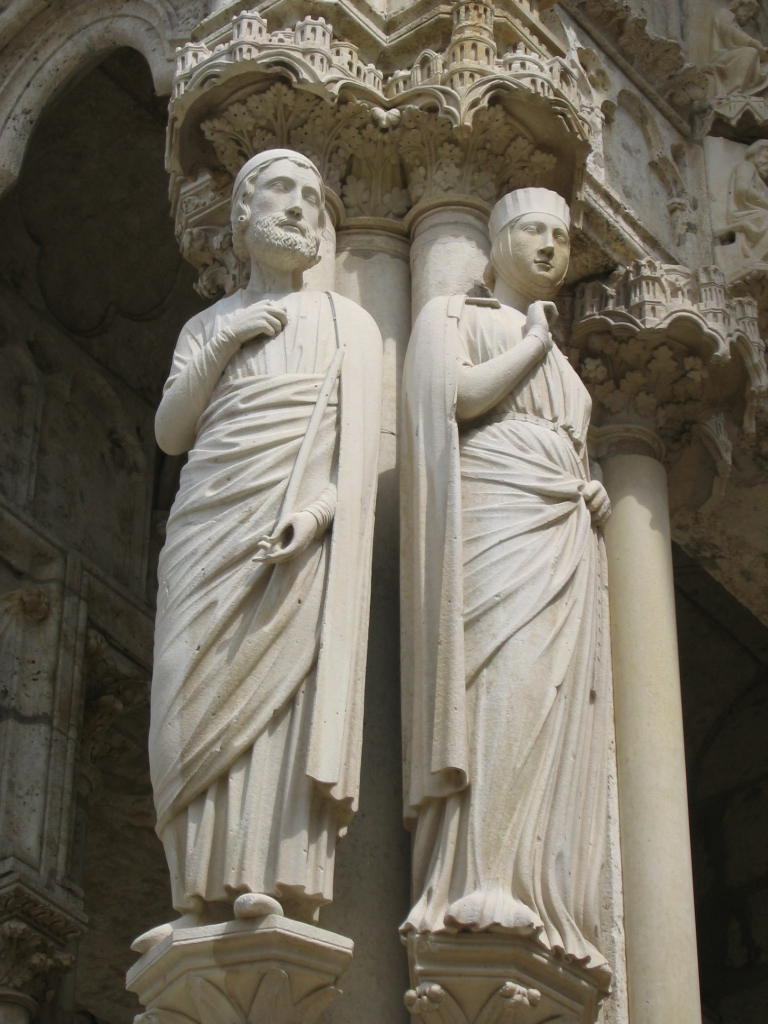
Standbeeldengroep van Filips Hurepel en Mathilde van Dammartin aan de façade van de kathedraal van Chartres.

Filips was het tweede kind van Filips II bij Agnes van Meranië en werd vermoedelijk in 1199/1200 geboren. Zijn moeder stierf op 29 juli 1201 aan de complicaties van de bevalling van een derde kind. Dit in 1196 gesloten huwelijk van zijn ouders was naar canoniek recht echter ongeldig, omdat koning Filips II toentertijd reeds in een rechtsgeldig huwelijk met Ingeborg van Denemarken was verbonden. Als gevolg hiervan waren Filips en zijn oudere zus Maria buitenechtelijk van geboorte. Nadat hun vader echter na het overlijden van Agnes zijn huwelijk met Ingeborg formeel terug herstelde, werd hun rechterlijke status krachtens een pauselijke bul van 2 november 1201 volledig gelegitimeerd.
Reeds in augustus 1201 was de amper een jaar oude Filips Hurepel door zijn vader in Compiègne met de niet veel oudere Mathilde van Dammartin, de erfdochter van graaf Reinoud I van Dammartin en Boulogne,  verloofd, wat overigens zijn oudste vermelding in een oorkonde was. De verloving werd in mei 1210 te Saint-Germain-en-Laye vernieuwd en zou ook de daaropvolgende leenbreuk van Reinoud van Dammartin overleven, die op 27 juli 1214 in zijn gevangenname tijdens de slag bij Bouvines culmineerde. Wanneer het huwelijk rechtsgeldig geformaliseerd was, is onduidelijk, maar dit moet ten laatste in 1218, toen Mathilde in een koninklijke oorkonde voor de eerst maal met de titulatuur gravin van Dammartin wordt vermeld, hebben plaatsgevonden. Filips zelf was ten laatste in 1220 door zijn vader met het graafschap Clermont en met delen van de graafschappen Mortain en Aumale als apanage beleend. Op 17 mei 1222 werd hij door de graaf van Champagne tot ridder geslagen en kort daarop in september van datzelfde jaar in het testament van zijn vader met een geldelijke erfenis bedacht. Na de dood van zijn vader werd hij in augustus 1223 in een oorkonde van zijn stiefmoeder Ingeborg voor de eerste maal met de titel van graaf van Boulogne vermeld, die hij weliswaar slechts uit het erfrecht van zijn vrouw (iure uxoris) kreeg, maar voortaan in al zijn oorkondes verkoos te gebruiken. In februari 1224 werd hij door zijn halfbroer Lodewijk VIII in Melun in zijn eigene alsook in de bezittingen van zijn vrouw bevestigd.
Filips Hurepel bleef een trouwe volgeling van zijn halfbroer. In 1224 vergezelde hij hem op diens veldtocht in Poitou tegen de Plantagenêts en in 1226 in de Albigenzische Kruistocht. In november 1226 stond hij ook bij het sterfbed van zijn halfbroer in Montpensier. Als oudste nog levende Capetinger had Filips Hurepel nu aanspraak kunnen maken op het regentschap voor zijn minderjarige neef Lodewijk IX, maar hij verzette zich niet tegen het regentschap van zijn schoonzus Blanca van Castilië, waarschijnlijk ook omdat deze ook aan de verdere gevangenschap van zijn schoonvader vasthield. Doch slechts kort na Reinouds dood in 1227 sloot Filips zich in de herfst van datzelfde jaar toch aan bij de opstand van baronnen tegen haar regentschap onder leiding van zijn verwant Peter Mauclerc. Toen hij echter al snel inzag dat hij niet opgewassen was tegen de met de regentes gelieerde graven Theobald IV van Champagne en Ferrand van Vlaanderen, onderwierp hij zich weer aan het gezag van de regentes en werd hem hiervoor genade geschonken. Hiermee was echter wel zijn rol op het politieke toneel uitgespeeld.

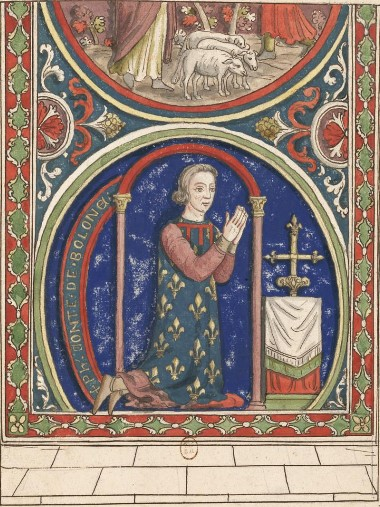
Filips Hurepel (Ph.CONTE DE BOLONA) afgebeeld in een glas-in-loodraam van de kathedraal van Chartres.

De laatst uitgevaardigde oorkonde van Filips Hurepel dateert uit mei 1233 en tegen het eind van dat jaar had hij zijn testament opgesteld. De meeste kroniekschrijvers plaatsen zijn dood eveneens in dit jaar, maar aangezien onder andere het necrologium van de abdij van Vauluisant 19 januari als zijn sterfdatum opgeeft, wordt ervan uitgegaan dat hij in 1234 overleed. Ook Alberik van Trois-Fontaines noemt dit als zijn jaar van overlijden en vermeldt ook de bijzetting van Filips Hurepel in de abdij van Saint-Denis. Dat Filips op 13 juli 1234 in Nijmegen ten gevolge van een ongeval in een tjost (gewapend ridderlijk tweegevecht te paard) met graaf Floris IV van Holland deze zou hebben gedood, ontbeert elke historische grond: geen vertellende kroniek noch enige oorkonde brengt hem in verband met dit toernooi of laat vermoeden dat hij na januari 1234 nog in leven zou zijn geweest.

## Nakomelingen
Uit zijn huwelijk met Mathilde van Dammartin werd een dochter Johanna van Clermont († januari 1252) geboren, die het graafschap Clermont erfde en die in 1236 met Walter van Châtillon (op 6 april 1250 gesneuveld in de slag bij Fariskur), de erfgenaam van Nevers, Auxerre en Tonnerre, werd verloofd. Ondanks alle latere beweringen hadden Filips Hurepel en Mathilde geen zoon genaamd Alberik (Aubry), die aan zijn ouderlijke erfenis verzaakte om in Engeland te gaan wonen en daar een van zijn zonen met een dochter van "koning Simon van Engeland" liet trouwen. Dit nogal legendarisch aandoende en ongefundeerde verhaal stamt uit de weinig betrouwbare werken van Jean-François Dreux du Radier uit de 18e eeuw. Maar een zoon werd noch in het testament van Filips Hurepel noch in enig ander document van hem en zijn vrouw vermeld.

## Wapen
Filips Hurepel was de eerste jongere koningszoon uit het Huis Capet die de koninklijke fleur de lis in zijn wapen opnam. In een als tekening bewaarde voorstelling van een glas-in-loodraam van de kathedraal van Chartres draagt hij op een blauwe mantel een gouden fleur de lis en een rode barensteel rond de nek, hetgeen voortaan het attribuut van elke als tweede geboren koningszoon werd. Voor zijn zegel gebruikte hij een fleur de lys en een hoofdletter P (Une fleur de lys, accompagnée des lettres P.). Dit voorbeeld zou na hem door alle andere jongere prinsen worden nagevolgd, die daarmee hun afstamming van het koningshuis voor zichzelf en hun nakomelingen benadrukten. Het is onder andere hieraan te danken dat nakomelingen van koningen zich tegen het eind van de middeleeuwen als prinsen van den bloede begonnen te zien.

## Voorouders
| Voorouders van Filips Hurepel (1200-1234) | Voorouders van Filips Hurepel (1200-1234)                                        | Voorouders van Filips Hurepel (1200-1234)                                        | Voorouders van Filips Hurepel (1200-1234)                                        | Voorouders van Filips Hurepel (1200-1234)                                        | Voorouders van Filips Hurepel (1200-1234)                                 | Voorouders van Filips Hurepel (1200-1234)                                 | Voorouders van Filips Hurepel (1200-1234)                              | Voorouders van Filips Hurepel (1200-1234)                              |
| ----------------------------------------- | -------------------------------------------------------------------------------- | -------------------------------------------------------------------------------- | -------------------------------------------------------------------------------- | -------------------------------------------------------------------------------- | ------------------------------------------------------------------------- | ------------------------------------------------------------------------- | ---------------------------------------------------------------------- | ---------------------------------------------------------------------- |
| Overgrootouders                           | Lodewijk VI van Frankrijk (1081-1137) ∞ 1115 Adelheid van Maurienne (1092-1154)  | Lodewijk VI van Frankrijk (1081-1137) ∞ 1115 Adelheid van Maurienne (1092-1154)  | Theobald IV van Blois (1090-1152) ∞ 1123 Mathilde van Karinthië (1106-1161)      | Theobald IV van Blois (1090-1152) ∞ 1123 Mathilde van Karinthië (1106-1161)      | Berthold III van Andechs (1110-1137) ∞ Hedwig van Wittelsbach (1062-1137) | Berthold III van Andechs (1110-1137) ∞ Hedwig van Wittelsbach (1062-1137) | Dedo III van Lausitz (1130-1190) ∞ Mechtilde van Heinsberg (1135-1189) | Dedo III van Lausitz (1130-1190) ∞ Mechtilde van Heinsberg (1135-1189) |
| Grootouders                               | Lodewijk VII van Frankrijk (1120-1180) ∞ 1160 Adelheid van Champagne (1140-1206) | Lodewijk VII van Frankrijk (1120-1180) ∞ 1160 Adelheid van Champagne (1140-1206) | Lodewijk VII van Frankrijk (1120-1180) ∞ 1160 Adelheid van Champagne (1140-1206) | Lodewijk VII van Frankrijk (1120-1180) ∞ 1160 Adelheid van Champagne (1140-1206) | Berthold IV van Meranië (-1204) ∞ Agnes van Rochlitz (1154-1195)          | Berthold IV van Meranië (-1204) ∞ Agnes van Rochlitz (1154-1195)          | Berthold IV van Meranië (-1204) ∞ Agnes van Rochlitz (1154-1195)       | Berthold IV van Meranië (-1204) ∞ Agnes van Rochlitz (1154-1195)       |
| Ouders                                    | Filips II van Frankrijk (1165-1223) ∞ Agnes van Meranië (1175-1201)              | Filips II van Frankrijk (1165-1223) ∞ Agnes van Meranië (1175-1201)              | Filips II van Frankrijk (1165-1223) ∞ Agnes van Meranië (1175-1201)              | Filips II van Frankrijk (1165-1223) ∞ Agnes van Meranië (1175-1201)              | Filips II van Frankrijk (1165-1223) ∞ Agnes van Meranië (1175-1201)       | Filips II van Frankrijk (1165-1223) ∞ Agnes van Meranië (1175-1201)       | Filips II van Frankrijk (1165-1223) ∞ Agnes van Meranië (1175-1201)    | Filips II van Frankrijk (1165-1223) ∞ Agnes van Meranië (1175-1201)    |

## Oorkondenuitgaven
- L. Delisle (ed.), Catalogue des actes de Philippe-Auguste, Parijs, 1856.
- A. Potthast (ed.), Regesta Pontificium Romanorum, I-II, Berlijn, 1874-1875.
- A. Teulet (ed.), Layettes du Trésor des Chartes, I-II, Parijs, 1863-1909.